# Guillem II d'Atenes
Guillem II d'Atenes (?...-1338, Duc d'Atenes (1317-18) i de Neopàtria (1319-38), príncep de Tàrent i de Monte Sant'Angelo, duc de Noto i de Spaccoforno, comte de Calatafimi, Alcamo, Malta i Gozzo.
Fill tercer del rei Frederic II de Sicília i d'Elionor d'Anjou. Succeí al seu germà Manfred I (1317), però governà el ducat per mitjà de vicaris (Alfons Frederic d'Aragó, que fundà el ducat de Neopàtria, Nicolau Llança, que feu treva amb els venecians, 1331).
El 1330 cedí Malta i Gozzo a Alfons Frederic d'Aragó. El seu germà Pere II de Sicília estava obligat a donar-li --per disposició testamentaria del seu pare—- galeres i gent per tal d'anar a prendre possessió dels ducats d'Atenes i Neopàtria (1337); ajornada la partença per les qüestions nobiliàries de Sicília, morí abans de poder-ho dur a terme.